# خیابان کامبی
خیابان کامبی (انگلیسی: Cambie Street) خیابانی در ونکوور، بریتیش کلمبیا، کانادا است. این نام به خاطر هنری جان کامبی، نقشه‌بردار ارشد بخش غربی راه‌آهن کانادا پاسیفیک گرفته شده‌است.